# Potez 25
Die Potez 25 war ein einmotoriger, zweisitziger Doppeldecker des französischen Herstellers Potez aus den 1920er-Jahren. Es war das erfolgreichste Flugzeug von Henry Potez, das in 87 verschiedenen Versionen gebaut wurde. Ein Großteil der gebauten Maschinen wurde militärisch verwendet.
Einige Flugzeuge werden im Musée de l’air et de l’espace ausgestellt.

## Technische Daten

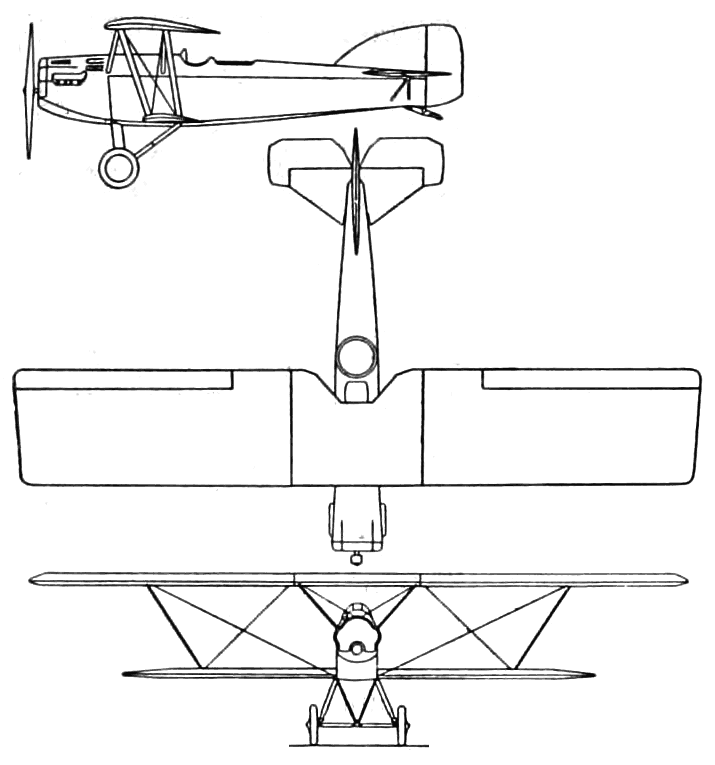
Dreiseitenansicht Potez 25 A.2

| Kenngröße             | Daten                                        |
| --------------------- | -------------------------------------------- |
| Besatzung             | 2                                            |
| Länge                 | 9,00 m                                       |
| Spannweite            | 14,00 m                                      |
| Höhe                  | 3,59 m                                       |
| Flügelfläche          | 46 m²                                        |
| Startmasse            | 1.945 kg                                     |
| Steigleistung         | 4,2 m/s                                      |
| Höchstgeschwindigkeit | 239 km/h                                     |
| Reichweite            | 700 km                                       |
| Triebwerk             | ein Lorraine-Dietrich 12 EB, 450 PS (331 kW) |